# Stade de l'Aube
O Stade de l'Aube é um estádio de futebol localizado em Troyes, França. Com capacidade para (20,400) pessoas, é a casa do time Troyes AC, que na época 2015/16 disputou a Ligue 1 mas ficou na última posição e desceu à ligue 2.

## Referencias
Em Francês
http://www.naturalgrass.com/realisations/stade-de-laube-troyes/
↑ Michel Mospinek, « Troyes : Record d'affluence historique ! », sur http://www.foot-national.com/, 22 mai 2012
↑ « Le Stade de l'Aube joue les précurseurs » 